# كاهوكو المصونة
كاهوكو المصونة (باليابانية: 過保護のカホコ) مسلسل دراما ياباني، عرض في 12 تموز/يوليو 2017.

## القصة
كاهوكو تعيش حياة مرفهة فعائلتها دائماً تدللها ولم تدعها تقوم بأي عمل بنفسها
وهي دائماً تجعل الاخرين يقومون بالاعمال لها. في يوم ما تلتقي بشاب نشأ ببيئة مختلفة تماماً عنها
فقد تربى في ميتم بعد ان تخلى عنه والديه.

## الممثلون
- ميتسوكي تاكاهاتا في دور كاهوكو نيموتو
- هيتومي كوروكي في دور إيزومي نيموتو
- سابورو توكيتو في دور ماساتاكا نيموتو
- ريوما تاكيوتشي في دور هاجيمي موغينو
- توكوما نيشيوكا في دور فوكوشي ناميكي
- يوشيكو ميتا في دور شوداي ناميكي
- ماري نيشيو في دور تاكاشي ناميكي
- أتوم شوكوغاوا في دور أتسوشي ناميكي
- هيروكو ناكاجيما في دور تاماكي ناميكي
- جيرو ساتو في دور مامورو ناميكي
- سايو كوبوتا في دور إيتو ناميكي
- ماسايو أوميزاوا في دور تاي نيموتو
- سي هيرايزومي في دور ماساوكي نيموتو
- ماري هامادا في دور نوريكو نيموتو

## روابط خارجية
- كاهوكو المصونة على موقع IMDb (الإنجليزية)
- كاهوكو المصونة على موقع كينوبويسك (الروسية)
- كاهوكو المصونة على موقع قاعدة بيانات الفيلم (الإنجليزية)